# Венера Капітолійська
Венера Капітолійська (італ. Venere capitolina) — тип статуї Венери, один з різновидів типу «Венера Сором'язлива» (інші включають тип «Венера Медічі»). Походить від типу Афродіти Кнідської. Венера Капітолійська і її варіанти відрізняються положенням рук — стоячи після купання, богиня починає прикривати груди правою рукою, а лоно лівою. Давньоримська копія, за якою статуя отримала назву, зберігається в Капітолійських музеях у Римі, Італія.
Оригінал втрачено, його датують III—II ст. до н. е. і розглядають як варіацію статуї Праксітеля з Малої Азії. Вона перетворювала первісну традицію в більш плотському і почуттєвому ключі, додаючи сором'язливий жест закриття обома руками, у той час як статуї Праксітеля закривали тільки лоно.

## Основна копія
Найвідоміша давньоримська копія незбереженого оригіналу знайдена на Вімінальському пагорбі в часи понтифікату Климента X (1670–76) у садах, що належали родині Стаці (Stazi), поблизу Сан-Вітале (згідно зі спогадами П'єтро Санті Бартолі). Папа Бенедикт XIV купив її у Стаці в 1752 році і передав до Капітолійських музеїв, де вона поміщена в особливій кімнаті («кабінеті Венери»), розташованій на першому поверсі Палаццо Нуово на Капітолійському пагорбі.
Розмір статуї злегка перевершує натуральний (1,93 м). Час створення копії відносять до доби Антонінів.
Порівняно з Венерою Медічі з Флоренції Венера Капітолійська була менш популярною. На думку дослідників Гескелла і Пенні, інтерес до неї почався тільки після того, як ставлення до Флорентійської Венери змінилося на негативне — внаслідок її надмірної модерністської реставрації. Під час наполеонівського завоювання Італії статуя відповідно до умов Толентінського договору була урочисто вивезена до Парижа. Імператор доручив Жозефу Шинару зробити з неї мармурову копію, що зараз зберігається в Комп'єнському палаці. Після повернення оригіналу до Капітолійських музеїв у 1816 році, гіпсовий виліпок, що заміняв його, був привезений у Британію, де Джон Флаксман демонстрував його учням.

## Інші статуї цього типу
- Афродіта Менофанта — знайдена в камедуліанському монастирі Св. Григорія Великого. Містить підпис давньогрецького скульптора Менофанта, очевидно I ст. до н. е., інші роботи якого невідомі.
- Венера Кампо Йеміні